# Fearless (serie de 2017)
Fearless es una serie televisiva de seis capítulos de thriller policiaco británico creada por el guionista Patrick Harbinson y emitida por ITV en 2017. La serie sigue a la abogada de derechos humanos Emma Banville (Helen McCrory) mientras intenta probar que el asesino convicto Kevin Russell es inocente del asesinato de la colegiala Linda Simms 14 años antes. Russell afirma que es inocente del crimen, y Emma cree que su condena fue un error judicial. Ella hace todo lo posible para descubrir la verdad.
El reparto incluye a Michael Gambon como el influyente ex-secretario adjunto de la Oficina del Gabinete Sir Alastair McKinnon, Jonathan Forbes como el colega de Emma Dominic Truelove, Wunmi Mosaku como la DCS Olivia Greenwood, el oficial de investigación en el caso de Linda Simms, y John Bishop como el novio de Emma Steve Livesey.
El rodaje de la serie comenzó en septiembre de 2016 en Londres y East Anglia. La serie se estrenó en ITV en el Reino Unido el 12 de junio de 2017 y ha recibido críticas positivas, con los críticos alabando la actuación de Helen McCrory. Sin embargo, la serie fue cancelada en marzo de 2018 después de solo una temporada.

## Reparto

### Reparto principal
- Helen McCrory como Emma Banville, una experimentada abogada de derechos humanos.
- Jonathan Forbes como Dominic Truelove, un expolicía y asistente legal de Banville.
- Sam Swainsbury como Kevin Russell, un hombre de 37 años que insiste en que fue encarcelado injustamente durante 14 años por el asesinato de Linda Simms.
- Rebecca Callard como Annie Peterson, la ex prometida de Kevin y la madre de su hijo.
- Wunmi Mosaku como Olivia Greenwood, una oficial del Comando Antiterrorista que anteriormente dirigió la investigación del asesinato de Simms.
- Robin Weigert como Heather Myles, un operativo de la Agencia Central de Inteligencia.
- John Bishop como Steve Livesey, el novio fotógrafo de Banville.
- Jamie Bamber como Matthew Wild, un joven político y ex soldado que más tarde se convertirá en líder de la oposición.
- Emma Hamilton como Laura Wild, esposa de Matthew Wild.
- Michael Gambon como Sir Alastair McKinnon, ex secretario adjunto del gabinete del primer ministro Tony Blair.

### Reparto de apoyo
- Eve Austin como Linda Simms, la chica de 15 años asesinada en 2003.
- Rick Warden como Charlie Simms, padre de Linda.
- Cathy Murphy como Beth Simms, madre de Linda.
- Ben Cartwright como Phil Simms, tío de Linda.
- Jack Hollington como Jason, el hijo de 14 años de Kevin Russell y Annie Peterson.
- Christine Bottomley como Jenna Brooks, oficial del Comando Antiterrorista.
- Karima McAdams como Miriam Attar, esposa siria de un presunto terrorista y amiga de Banville.
- Alec Newman como Tony Pullings, un fotoperiodista.
- Allan Corduner como Monty Berman.
- Jemima Rooper como Maggie Berman.
- Brendan Patricks como Nicholas Staines, detective de la Policía Metropolitana de Londres.
- Armin Karima como Imran.
- Colin Stinton como Jack Kretchmer, exsubsecretario de Defensa de los EE. UU. bajo el mandato del presidente George W. Bush.
- Catherine Steadman como Karen Buxton.
- Dhaffer L'Abidine como el Dr. Yusef Attar, uno de los clientes de Banville sospechoso de tener lazos con ISIS.
- Tim McMullan como David Nolenn.
- Pandora Clifford como Nicola Osborne
- Jack Shepherd como Arthur Banville, el padre de Emma, con una enfermedad terminal.
- Kika Markham como Eleanor Banville, la madre de Emma.
- James Thorne como Derek Peterson, el marido de Annie y padrastro de Jason.
- Sam Crane como Luke.
- Sammy Winward como Siobhan Murphy.
- Corey Johnson como Larry Arlman, un investigador privado americano usado por Banville y sus colegas.
- Jonah Lotan como Logan Bradley, miembro de la Fuerza Aérea de los Estados Unidos.

## Episodios
| Nº. | Título    | Director    | Guionista         | Fecha de emisión original | Nº. de espectadores en Reino Unido (en millones) |
| 1 | Episode 1 | Pete Travis | Patrick Harbinson | 12 de junio de 2017       | 7,16                                             |
| Tras ser contactada por su exnovia Annie Peterson, la abogada de derechos humanos Emma Banville se ocupa del caso del asesino convicto Kevin Russell, que cumple una condena de cadena perpetua por el asesinato de Linda Simms, de 15 años, que había sido agredida y enterrada viva en la escuela donde Kevin trabajaba como conserje en el momento de su muerte en febrero de 2003. La cinta de audio de su confesión y una visita a la escuela donde se encontró el cuerpo de Linda lleva a Emma a sospechar que Kevin fue condenado injustamente. Los apenados padres de Linda alertan a la prensa en un intento de hacer cambiar de opinión a Emma, lo que lleva a que la familia de Kevin sea acosada y a que él sea agredido en prisión. Emma consigue que su condena sea anulada sobre la base de una confesión claramente forzada, pero será juzgado por segunda vez. Emma se enfrenta a la ira de la investigadora original, Olivia Greenwood, que planea introducir nuevas pruebas de su culpabilidad. Los eventos en la vida personal de Emma no hacen que el caso sea más fácil. Mientras cuida a un refugiado sirio y a su bebé, Emma se prepara para adoptar a un niño con su novio, Steve, todo ello mientras lidia con los titulares negativos y consuela a su padre, Arthur, que es un enfermo terminal. |           |             |                   |                           |                                                  |
| 2 | Episode 2 | Pete Travis | Patrick Harbinson | 19 de junio de 2017       | 4,92                                             |
| Kevin se ve obligado a mudarse con Emma después de ser liberado bajo fianza, ya que incluso su propio hijo de 14 años, Jason, cree que es culpable. El ambicioso joven parlamentario Matthew Wild, que conoce a la familia de Linda, se niega a apelar a ellos para que aprueben la solicitud de exhumación del cuerpo de su hija. Emma recibe fotos provocativas de Linda Simms tomadas en el antiguo cobertizo del conserje de Kevin. Las fotos, tomadas profesionalmente por el fotoperiodista Tony Pullings, incluyen a una de Linda en sujetador con un alfiler con forma de F-14. Esto más el informe forense, que indica que Linda había inhalado tierra con restos de combustible de aviación antes de asfixiarse, llevan a Emma a sospechar que la adolescente había sido enterrada originalmente en una base aérea cercana en Suffolk, que en el momento de su asesinato estaba siendo utilizada por los americanos en el período previo a la guerra de Irak. Mientras tanto, la agente de la CIA Heather Myles, que preferiría que Kevin se quedara en prisión, quiere tener acceso a la refugiada siria que está con Emma, Miriam Attar, cuyo marido, el Dr. Yusef Attar, está acusado de estar en ISIS y está siendo representado por Emma. Myles se acerca a la DCS Olivia Greenwood, que ahora trabaja con el Comando Antiterrorista (CTC), y le promete acceso a la vigilancia que la NSA está haciendo de la casa de Emma. Greenwood al principio se niega, pero cambia de opinión cuando Emma filtra las fotos de Linda a la prensa. Dominic Truelove, el asistente legal de Emma, es víctima de un atropello y fuga ordenado por Myles cuando está observando a Pullings. La policía hace una redada en la casa de Emma y se lleva a Miriam después de que afirman que una llamada desde allí fue hecha a un número conocido de ISIS en Raqqa. Kevin es arrestado y devuelto a la prisión cuando viene en ayuda de Miriam. |           |             |                   |                           |                                                  |
| 3 | Episode 3 | Pete Travis | Patrick Harbinson | 26 de junio de 2017       | 4,90                                             |
| Una joven llamada Siobhan Murphy contacta con Emma y le dice que Pullings también le sacó fotos pornográficas cuando tenía 15 años, y que la llevaban a fiestas para conocer a hombres ricos. La esposa de Matthew Wild, Laura, conoce a la familia de Linda y, pareciendo conmovida después de visitar la antigua habitación de Linda, sugiere escribir a Kevin y apelar a él como padre para detener la exhumación. Dominic rastrea a Pullings hasta una casa segura, donde ve la misma camioneta que lo golpeó. Olivia quiere la tarjeta SIM que faltaba en el teléfono de Miriam, que deslizó en el bolsillo de Emma antes de que se la llevaran. Emma informa a Olivia sobre Pullings y le pide que busque la matrícula de la furgoneta, que Olivia descubre que pertenece a una empresa que proporciona seguridad adicional a las embajadas de los Estados Unidos. Ya sospechando de Myles, Olivia exige saber por qué los americanos están tan interesados en el caso de Kevin. Después de que Myles amenaza sutilmente la carrera de Olivia, Olivia miente a Emma y dice que el coche pertenece a una empresa británica que hace seguridad para los medios. Un juez concede la petición de exhumar el cuerpo de Linda; el nuevo informe del forense contradice la teoría policial del crimen. Linda no había sido golpeada en las piernas y en la cabeza con una pala, como dijo Kevin en su falsa confesión. Las lesiones en las piernas de Linda eran consistentes con las de una fractura por haber sido golpeada por un auto, y los residuos de bitumen mostraban que su lesión en la cabeza provenía de haber golpeado la carretera. Annie, la exnovia de Kevin, confirma que el fin de semana que Linda desapareció, se llevó su coche fuera de la ciudad para un último viaje antes de dar a luz. En el juicio de Kevin, Pullings confirma que tomó fotos de Linda pero afirma que no sabía lo joven que era; también dice que nunca llevó a las chicas a ninguna fiesta. Siobhan se niega a testificar después de que Myles se le acerque con las fotos de ella desnuda de Pullings y le haga creer que las fotos se harán públicas y arruinarán su vida. Dos socios de Yusef Attar exigen la tarjeta SIM de Miriam, pero Emma se niega, diciendo que sólo se la dará a Yusef. Después de la redada policial en su casa, la aprobación de Emma para convertirse en madre adoptiva es revocada. |           |             |                   |                           |                                                  |
| 4 | Episode 4 | Pete Travis | Patrick Harbinson | 3 de julio de 2017        | 5,23                                             |
| El juicio de Kevin parece ir hacia una absolución hasta que una fotografía de la escena del crimen de su taller muestra un juego de llaves de la furgoneta de la escuela, que se ve obligado a admitir que podría haber conducido ese fin de semana. En contra del consejo de Emma, acepta un trato en el que se declara inocente de asesinato pero culpable de homicidio involuntario. Los términos del trato le permiten salir libre ya que ya había cumplido la sentencia que hubiera recibido por homicidio. Kevin, reforzado por la presencia de su hijo en el tribunal durante el juicio, está seguro de que Jason ahora sabe que es inocente, y está ansioso por establecer una relación con su hijo. Cuando Annie lleva a Jason a encontrarse con su padre en un café, Jason llama a su padre asesino por golpear a Linda y enterrarla viva. Desconsolado, Kevin sale a la calle y es atropellado por un camión. Apenas sobrevive y termina en coma. Emma quiere encontrar a Pullings, pero Olivia quiere saber dónde está Yusef, que Emma no puede revelar. Emma, aunque sabe que la están rastreando, viaja a Birmingham y apaga su teléfono. Esto atrae la atención de Olivia y su equipo CTC. Emma es llevada por los mismos dos hombres a una casa donde está Yusef. Ella lo interroga y se da cuenta de que está trabajando con ISIS. Cuando ella le dice que no trajo la tarjeta SIM, él se enfada y hace que los dos hombres se la lleven. Confirma que la ha despedido como su abogada antes de que reactive su teléfono de forma encubierta, alertando al CTC de la localización de Yusef. Olivia envía un mensaje de texto con la localización de Pullings, y con la ayuda de Dominic, consiguen el nombre del soldado americano con el que Linda estuvo involucrada: Logan Bradley, que entonces sólo tenía 17 años. Emma viaja a Washington D. C. para conocer a Logan, quien al principio niega conocer a Linda. Cuando Emma le dice que sabe que fue transferido fuera de la base dentro de las 24 horas de la muerte de Linda, Logan entra en pánico pero insiste en que nunca le hizo daño a nadie y le advierte que se vaya. La policía de la Fuerza Aérea llega y arresta a Emma. |           |             |                   |                           |                                                  |
| 5 | Episode 5 | Pete Travis | Patrick Harbinson | 10 de julio de 2017       | 5,04                                             |
| Por orden de Myles, Emma es llevada a la Base Aérea de Andrews bajo vigilancia armada. Myles se niega a responder a las preguntas e insiste en que se trata de seguridad nacional. Otro soldado, sin embargo, permite que Logan se reúna en secreto con Emma. Explica que conoció a Linda en Inglaterra a través de su tío, que entregaba suministros a la base desde el pub de los Simms. Dijo que él y Linda eran adolescentes enamorados y que planeaban casarse cuando él regresara de Irak. La noche que Linda desapareció, había planeado ir a la base con sus amigos pero la base estaba cerrada a los civiles por la llegada de los VIPs. Dijo que cuando se enteró de que Linda había desaparecido, le dijo a su oficial al mando que había estado saliendo con ella, y fue enviado inmediatamente al Medio Oriente, y que si alguna vez le decía a alguien que había estado involucrado con ella, sería enviado a Guantánamo. Le informa a Emma que una vez más, lo envían al extranjero, esta vez con su esposa e hija. De vuelta en Inglaterra, Matthew Wild es elegido Líder de la Oposición, después de hacer campaña para apoyar a sus compañeros veteranos y no repetir los errores de la guerra de Irak. Dominic y otros descubren que está retenida en Andrews, donde es interrogada y amenazada, pero se niega a divulgar cualquier información. Myles trata de retrasar su liberación, pero Jack Kretchmer, el exsubsecretario de Defensa durante la guerra de Irak, le dice que lo deje. Olivia, que fue ascendida a Superintendente Jefe después del arresto de Yusef, llama a Myles y le dice que los documentos del ordenador de Yusef prueban que Emma estaba más involucrada de lo que sospechaban, y que sabe el nombre de sus patrocinadores financieros. Myles está feliz de devolver a Emma, pero la llamada de Olivia resulta ser una estratagema para asegurar su liberación. |           |             |                   |                           |                                                  |
| 6 | Episode 6 | Pete Travis | Patrick Harbinson | 17 de julio de 2017       | 5,26                                             |
| Banville llega al hospital, Kevin ya ha fallecido. Culpándose de su muerte, sale de una reunión en el bufete donde discuten el cierre de los casos Attar y Russell. Greenwood proporciona la información para que Emma llegue a la madre de Rachel, revelando que ha sido suspendida por sus acciones con Banville. Brooks presiona a Greenwood para que le informe de por qué Myles está tan interesado en Banville. Durante su visita descubre que la esposa de Wild es la Rachel desaparecida que accedió a ayudar a encubrir la muerte de Simms a cambio de una vida mejor. Myles se prepara para preparar el asesinato de Banville y hacer que parezca que fue una venganza de la gente de Attar. Greenwood le advierte de los riesgos. Banville se enfrenta a Rachel, Matthew llega y se da cuenta de que el coche de Banville tiene una bomba y decide contárselo. Le pide que le cuente lo que pasó la noche de la muerte de Simms. |           |             |                   |                           |                                                  |